# Tomo Yo
Tomo Yo（ともよ、2月5日 - ）は、日本の女性歌手・タレント・YouTuber。
千葉県成田市生まれ。
所属事務所はタイズエンタープライズ。
銚子観光大使、東松山市応援団員。
2019 ミス・ワイン にて vineyard Award賞受賞。
生まれ育った千葉県をはじめ、ご当地ソングを多く歌い、各漁協より“Tomo_Yo”と描かれた大漁旗を3つ持つ異例のポップス歌手。

## 略歴
両親がバンドマンだったため、幼少期より音楽に囲まれて育った。
18歳の頃にバンド「GRACE」を組み、ライブハウスや路上にて活動を始める。
2009年、レイズインに所属。『M -エム- 』のメンバー仲嶺 知世（なかみね ともよ）として、TBS番組『がっちりマンデー!!』等のエンディング曲を歌うなど活動を行う。
2014年3月に『M』を卒業。タイズエンタープライズに移籍し、ソロ活動に専念する。
現在は日本国内でのコンサートツアーやチャリティー活動の他、CM出演や音楽番組の司会者、1日警察署長を務めるなど、タレントとしても活動する。
11月初旬に埼玉県東松山市で行われる日本スリーデーマーチには毎年参加している。
2015年より銚子観光大使に任命。
2017年より、東松山市応援団員に任命。
2019ミス・ワインにてvineyard Award賞受賞。

## 人物
- 誕生日：２月５日
- 血液型：AB型
- 身長：164cm
- 尊敬する人は：両親、ちあきなおみ、宇多田ヒカル、マイケル ジャクソン、尾崎豊、王祖賢、Robin Williams、ジャッキーチェン
- 好きな言葉：癒し・絆・一期一会・猪突猛進・一生懸命・人間万事塞翁が馬
- 特技：似顔絵クッキー・携帯の早打ち・エコモード・人のモノマネのモノマネ。
- 趣味：旅行、寝る、妄想、人間観察、ドラマ・映画鑑賞。
- 免許：普通自動車、船舶、ダイビングライセンス。
- 義兄は小松聖（オリックス・バファローズ）、叔父は小泉一成（成田市長）。

## 芸歴

### モデル
- 雑誌『S Cawaii!』、犬吠埼ホテル看板

### TV・ラジオ
- TBS『がっちりマンデー!!』、TBS『うたなび！』、TBS『開運音楽堂』、BS日テレ『コロッケ千夜一夜』、音楽番組『チアアップ★インディーズ』、『J-POP RECOMMNDS』、『タクシM-TV』、『JDTV』、群馬テレビ『Music Frorest』、千葉テレビ『Jソングアワー』
- NHKラジオ、TBSラジオ、Zip FM、FM NACK5、FM 横浜、かつしかFM、かわさきFM、FM 鹿児島、FM 富士、FM REDS WAVE、FM成田、黒船テレビ。

### ライブ
- 東京／千葉／群馬／埼玉／茨城／神奈川／静岡／愛知／福島／宮城／岩手／北海道／兵庫／大阪／三重／鹿児島／大分／福岡／熊本／長崎／宮崎／ロシア／ベトナム  ・新橋『ヤクルトホール 単独コンサート』  ・豊洲『シビックホール 単独コンサート』  ・代々木上原『古賀政男音楽博物館内けやきホール 単独コンサート』  ・旭市『ヒューマンプラザ黄鶴　ディナーショー』  ・成田『東武ホテル ディナーショー(3ヶ月間)』  ・南相馬『チャリティーディナーショー』  ・ 熊本『ホテルキャッスル ディナーショー』  ・波崎『サンシャインホール雅 ディナーショー』

### 出演
- CM　『アリコジャパン』『井村屋やわもちアイス』『JOYSOUND』
- 鳥羽一郎『日比谷公会堂公演』『大阪ディナーショー』
- 千昌夫/新沼謙治　『東日本大震災チャリティ公演』
- 横浜銀蝿　『東日本大震災チャリティー公演』
- 佐渡ヶ嶽部屋　『五月場所千秋楽祝賀会』
- 女子プロレス　『ディアナ・3周年記念（川崎体育館）』
- 駒沢公園　『肉フェス』
- 千葉県成田市　『花火大会』
- 千葉県銚子市　『春の交通安全・1日警察署長』『JF水産祭り』『産業祭り』
- 埼玉県警東松山警察署　『冬の交通安全・1日警察署長』
- 埼玉県東松山市　『日本スリーデーマーチ』
- 鹿児島県出水市　『JFおさかな祭り』『JAいずみ農業祭』

その他、多数のモデル・TV・ラジオ・イベント出演。

### Youtube
- るみともTV（歌手で武道家の前田瑠美あるいは特別ゲストと特定のテーマで対決し、敗れた方がバツを受けるが、手法は大概ケツバットとなっている）